# Оскар Бонфільо
Оскар Бонфільо Мартінес (ісп. Óscar Bonfiglio Martínez; 5 жовтня 1905, Гуаймас, Мексика — 4 листопада 1987, там само) — мексиканський футболіст, що грав на позиції воротаря. По завершенні ігрової кар'єри  — тренер. Є батьком мексиканського актора Оскара Мореллі.
Виступав, зокрема, за клуби «Марте», «Астуріас», а також національну збірну Мексики.

## Клубна кар'єра
Вихованець юнацьких команд футбольних клубів «Еспарта» і «Марте».
У дорослому футболі дебютував 1922 року виступами за команду клубу «Марте», в якій провів два сезони.
Своєю грою за цю команду привернув увагу представників тренерського штабу клубу «Астуріас», до складу якого приєднався 1925 року. Відіграв за команду з Мехіко наступні два сезони своєї ігрової кар'єри.
1928 року повернувся до клубу «Марте», за якій відіграв 5 сезонів. Завершив професійну кар'єру футболіста у 1933 році.

## Виступи за збірну
1928 року дебютував в офіційних матчах у складі національної збірної Мексики на Олімпіаді в Амстердамі, де в двох іграх примудрився пропустити 10 м'ячів: сім з Іспанією і три з Чилі.
У складі збірної був основним воротарем на чемпіонаті світу 1930 року в Уругваї, пропустивши першу гру проти чилійців (0:3). Але обидва матчі трикольорові програли. Спочатку Франції (1:4), а згодом і Аргентині (3:6)
Протягом кар'єри у національній команді, яка тривала усього 3 роки, провів у формі головної команди країни лише 4 матчі, пропустивши при цьому 20 голів.

## Кар'єра тренера
Розпочав тренерську кар'єру, повернувшись до футболу після невеликої перерви, 1938 року, очоливши тренерський штаб клубу «Гвадалахара», де пропрацював лише один сезон.
В подальшому очолював команду «Селесьон Халіско».
Протягом 1948 року очолював тренерський штаб команди «Ірапуато».
Помер 4 листопада 1987 року на 83-му році життя у місті Гуаймас.